# Agapanthia fallax
Agapanthia fallax (лат.) — вид жесткокрылых из семейства усачей.

## Распространение
Распространён в Турции.

## Описание
Жук длиной от 8 до 12 мм. Время лёта с мая по июнь.

## Развитие
Жизненный цикл вида длится один год. Кормовыми растениями являются виды астровых рода козлец (Scorzonera).